# Heinrich Hunke (Verleger)
Friedrich Heinrich Hunke (* 18. Februar 1879 in Detmold; † 4. März 1953 in Kiel) war ein deutscher Buch- und Musikalienhändler und Verleger.

## Leben und Wirken
Heinrich Hunke war ein Sohn von Friedrich Emil Hunke (* 4. August 1845 in Detmold; † 12. August 1900 ebenda) und dessen Ehefrau Amalie Marie Hunke, geborene Vette (* 24. Juli 1855 in Detmold; 4. November 1946 ebenda). Sein Vater produzierte in Detmold Steinnussköpfe und war Mitbegründer des Lippischen Handels- und Gewerbevereins. Der Großvater mütterlicherseits war der Detmolder Tischlermeister Friedrich Wilhelm Franz Vette (1813–1890), der Großvater väterlicherseits der Detmolder Hofmusikus Friedrich Wilhelm Adolph Hunke.
Hunke lernte von 1885 bis 1894 an der Volksschule und dem Realgymnasium des Detmolder Leopoldinums. Sein Vater musste 1.000 Mark für eine Lehre als Buchhändler bei der Buchhandlung der Gebrüder Gerstenberg in Hildesheim aufbringen, die er von 1894 bis 1897 absolvierte. Anschließend arbeitete er bis 1898 als Gehilfe in der Buchhandlung von P. Hoppenrath in Osnabrück, danach bis 1901 in der Deuerlich’schen Buchhandlung in Göttingen und bei Struppe & Winkler in Berlin.
Seinen Militärdienst als Einjährig-Freiwilliger leistete Hunke beim fürstlich lippischen Hausregiment, dem Infanterie-Regiment Nr. 55 ab. 1902 zog er nach Kiel und arbeitete für Walter Georg Mühlau, dessen Vater Theologie-Professor war. Mühlau hatte am 15. Oktober 1902 direkt an der Christian-Albrechts-Universität zu Kiel die Buchhandlung Walter G. Mühlau eröffnet und nahm Hunke am 1. Oktober 1907 als Teilhaber auf. Mühlau starb jung im Februar 1908; Hunke wurde daraufhin rückwirkend zum 1. Januar 1908 zum Alleininhaber der Buchhandlung erklärt, die sich im Haus Brunswiker Straße 22a befand.
Hunke bot Unterhaltungs- und Tagesliteratur an, widmete sich insbesondere den Universitätswissenschaften und offerierte Musikalien. 1905 entstand ein angegliederter Verlag. Im Folgejahr wurde auf dem gegenüberliegenden Grundstück Brunswiker Straße 29a ein Geschäftshaus erbaut, dessen obere Geschosse während des Zweiten Weltkriegs nach einem Luftangriff ausbrannten. Bei einem Luftangriff am 22. Mai 1944 vernichteten Bomben das gesamte Inventar und alle Bestände. Hunke verlegte sein Geschäft daraufhin ins Haus Holtenauer Straße 73 und musste im August aufgrund von Bombentreffern neue Schäden hinnehmen. 1951 bezog er gemietete Räume im Eckhaus Holtenauer Straße 116 / Beselerallee, wo er seine Ladenflächen erweitern konnte. Er führte nun die Universitätsbuchhandlung Walter G. Mühlau, die von ihrer Nähe zur Neuen Universität profitierte.
Hunke schuf im Verlauf von 45 Jahren die größte Buchhandlung Kiels, die aufgrund ihrer Vielseitigkeit bedeutend für das kulturelle Leben der Stadt war. Das Geschäft basierte auf dem Verkauf eines breit gefächerten Angebots von Büchern und Musikalien. Darüber hinaus baute der Eigentümer einen über Kiel hinaus bedeutenden Verlag auf, der überwiegend Literatur zur Heimatkunde und Landesgeschichte veröffentlichte. Zu den wichtigsten Werken gehörte:
- Die Geschichte Schleswig-Holsteins von Otto Brandt erschien in erster Auflage 1925 und entwickelte sich zu einem Standardwerk. Bis in die 1980er Jahre erschienen Bearbeitungen von Wilhelm Klüver, die unter dem Kurztitel Brandt / Klüver bekannt waren.
- 1928 kam ergänzend Schleswig-Holsteins Geschichte und Leben in Karten und Bildern (genennt „Nordmark-Atlas“) von Otto Brandt und Karl Wölfle hinzu.
- 1926 erschien Die Herzogtümer Schleswig-Holstein und die Neuzeit von Paul von Hedemann-Heespen.
- 1935 ging Schleswig-Holsteinische Herrenhäuser, Gutshöfe und Gärten des 18. Jahrhunderts von Peter Hirschfeld in den Druck.

Seit den 1920er Jahren erschien im Verlag regelmäßig das Personal- und Vorlesungsverzeichnis der Kieler Universität.
Im Bereich der Musik erweiterte Hunke den Musikalienhandel um eine Konzertagentur. Er richtete Konzerte des Vereins der Musikfreunde aus und führte große Musikfeste durch, die Fritz Stein leitete. Dazu gehörten das Bach- und Händelfest, das Allgemeine Deutsche Tonkünstlerfest und das Nordische Musikfest. Dabei erhielt Hunke Besuch von renommierten Dirigenten und Solisten. Über die Konzerte hinaus organisierte Hunke Dichterlesungen, Vorträge und Rezitationsabende.
Vor dem Ersten Weltkrieg initiierte Hunke in Kiel den Akademischen Lesezirkel, der viele Jahre bestand. Gemeinsam mit Landesdirektor Friedrich Teichert gründete er 1947 den Kieler Ortsverein der Goethe-Gesellschaft, den er mit seiner Buchhandlung betreute.
Zum fünfzigsten Jubiläum im Jahr 1952 übertrug Hunke Geschäftsanteile an seine Tochter Waltraud. Er erkrankte wenig später schwer und starb nach kurzer Zeit.

## Familie
Am 10. November 1909 heiratete Hunke Hildegard Lau (* 19. September 1879 in (Berlin-)Schöneberg; † 20. Februar 1944 in Bad Hersfeld), eine Tochter des Ingenieurs Thies Peter Lau (1844–1933) und dessen Ehefrau Walewska Berta Anna Lau, geborene Artelt (1856–1943).
Das Ehepaar Hunke hatte drei Töchter.
- Die Tochter Sigrid Hunke, verheiratete Schulze, (* 26. April 1913 in Kiel) arbeitete als Kulturphilosophin und Schriftstellerin in Bonn.
- Die Tochter Waltraud Hunke arbeitete von 1941 bis 1944 als wissenschaftliche Assistentin am Germanistischen Seminar der Universität Straßburg. Von 1953 bis 1978 gehörte ihr die Kieler Universitätsbuchhandlung Walter G. Mühlau. Da kein Familienangehöriger die Buchhandlung weiterführen wollte, wandelte sie diese in eine Kommanditgesellschaft um und übergab sie an den Inhaber der Lübecker Buchhandlung Gustav Weiland Nachf.[1]